# Gemäldegalerie Alte Meister

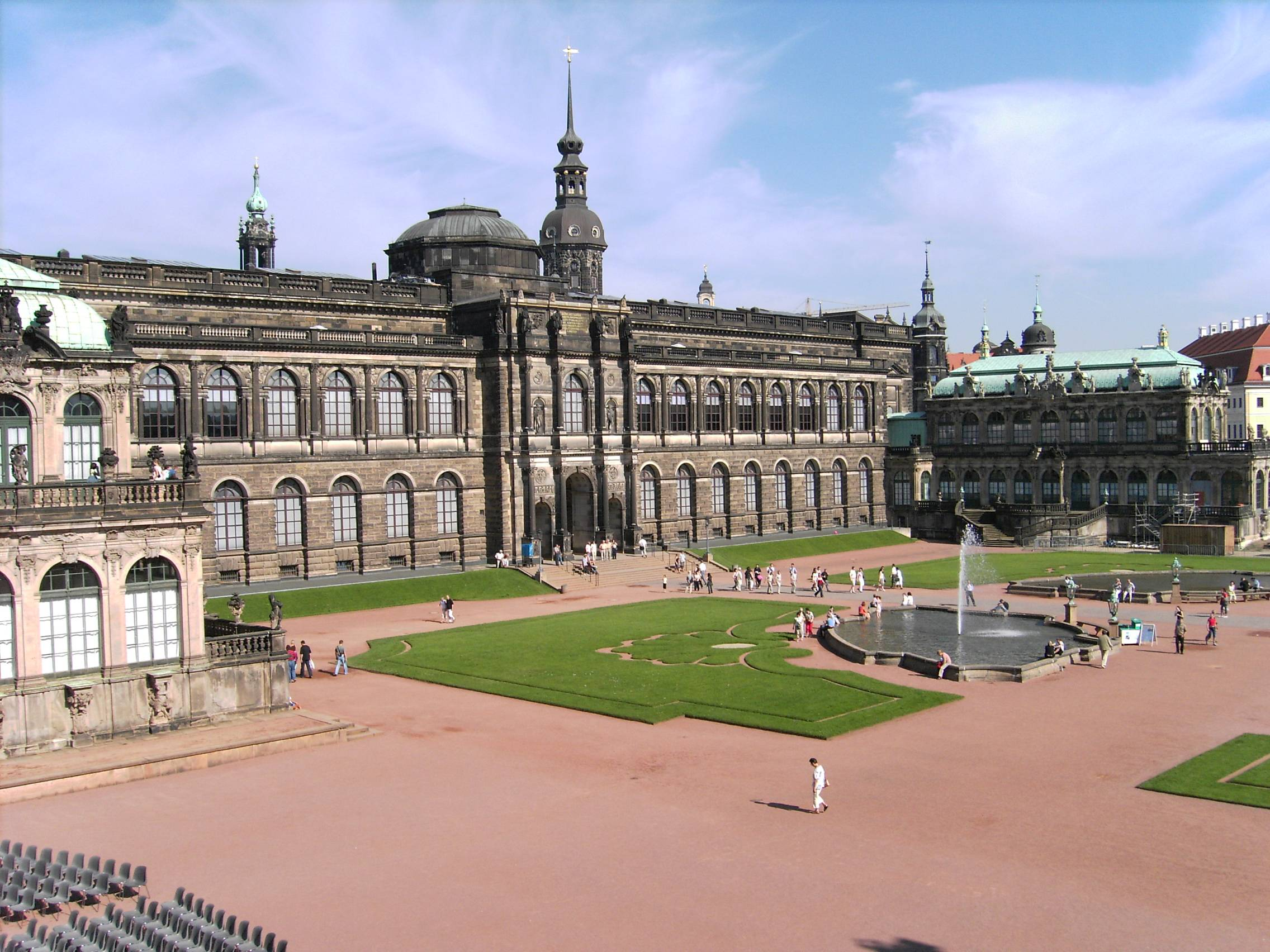
Gemäldegalerie

De Gemäldegalerie Alte Meister is een museum in het paleiscomplex Zwinger in Dresden, Duitsland. Het museum is onderdeel van de Staatliche Kunstsammlungen Dresden, naast tien andere musea eigendom van de deelstaat Saksen.
Het museum bezit een grote collectie van oude meesterwerken uit de Italiaanse renaissance en barok, maar ook werken van de Vlaamse Primitieven en Hollandse meesters zijn vertegenwoordigd. Er zijn werken te zien van onder anderen: Rembrandt, Gerrit Dou, Johannes Vermeer, Ferdinand Bol, Lucas Cranach de Oude, Rafaël, Correggio, Hans Holbein de Jonge, Jan van Eyck, Andrea del Sarto en Rogier van der Weyden.

## Geschiedenis van de collectie
De Kunstkammer werd gesticht in de 16e eeuw door de keurvorsten van Saksen. Keurvorst August van Saksen (1526-1586) en zijn zoon waren de eersten die schilderijen in een in hun slot ingerichte Kunstkammer op een systematische manier gingen verzamelen.
Veel van de schilderijen werden illegaal toegeëigend door Frederik August I, zoals Portret van een bebaarde man in een zwarte baret (1657) en Portret van een man met een hoed versierd met parels (1667) van Rembrandt. Beide schilderijen behoorden oorspronkelijk in de collectie van het Koninklijk Paleis in Warschau. In 1745 werd de collectie verrijkt door Francesco III d'Este, hertog van Modena, die de beste honderd kunstwerken uit zijn collectie verkocht.
Intussen was het museum erg beroemd geworden in Europa. Schilderijen uit heel Europa werden door het museum aangekocht uit Italië, Parijs, Amsterdam en Praag. Hoogtepunt van de aangekochte schilderijen is de overname van Rafaëls Sixtijnse Madonna in 1754. Tot op heden vormt dit schilderij voor de meeste bezoekers het hoogtepunt van de collectie.
Tijdens de Tweede Wereldoorlog moesten de schilderijen in veiligheid gebracht worden. Het gebouw zelf raakte zwaar beschadigd tijdens deze oorlog. Door wateroverlast in 2002, werd er voor 20 miljoen euro schade toegebracht aan het gebouw.
Voorjaar 2001 werd de collectie Leidse fijnschilders uit Dresden getoond in Museum De Lakenhal in Leiden en voorjaar 2015 is een belangrijk deel van de collectie van de Gemäldegalerie tentoongesteld in het Groninger Museum.

## Galerij

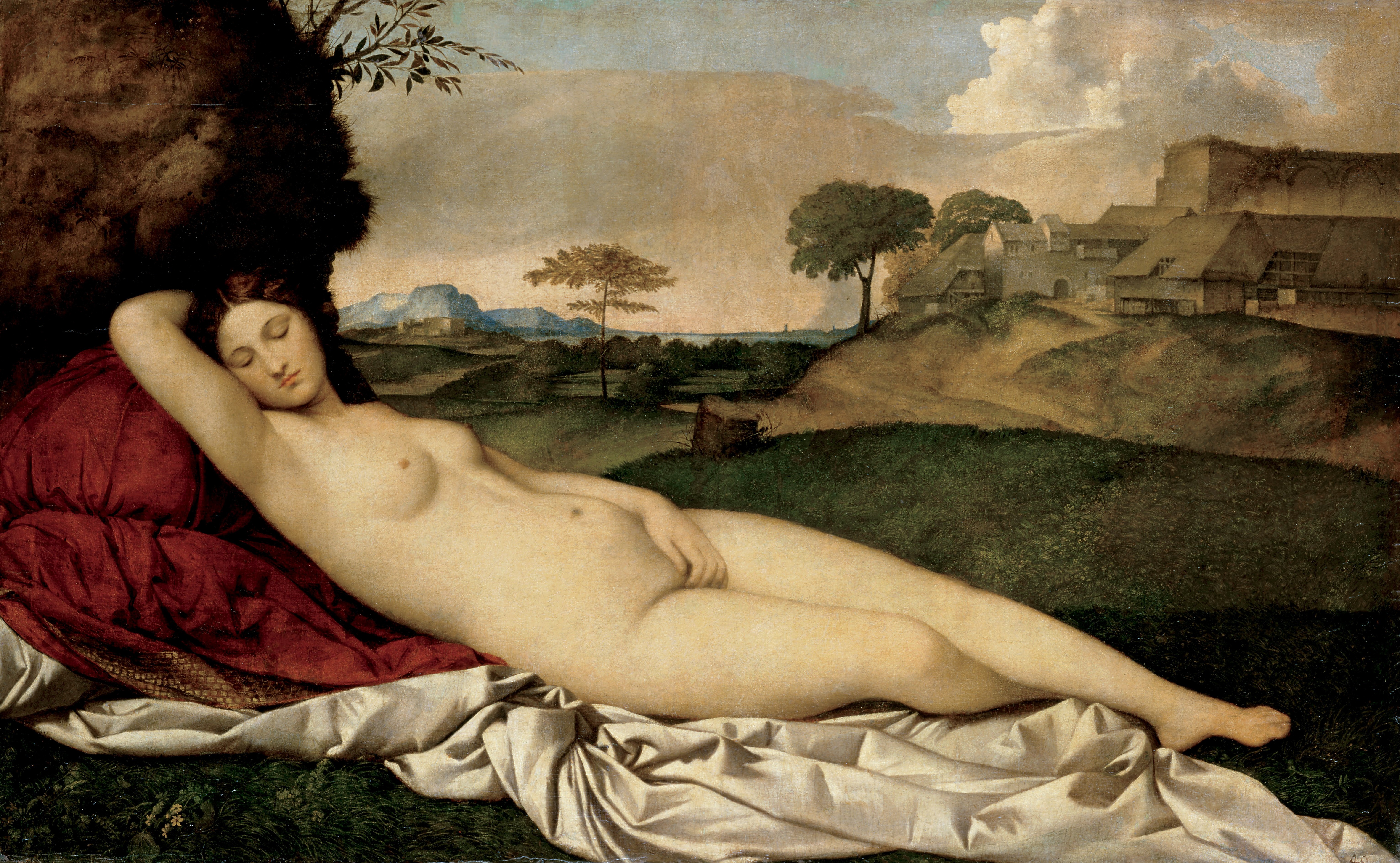
Giorgione Slapende Venus 1508/1510
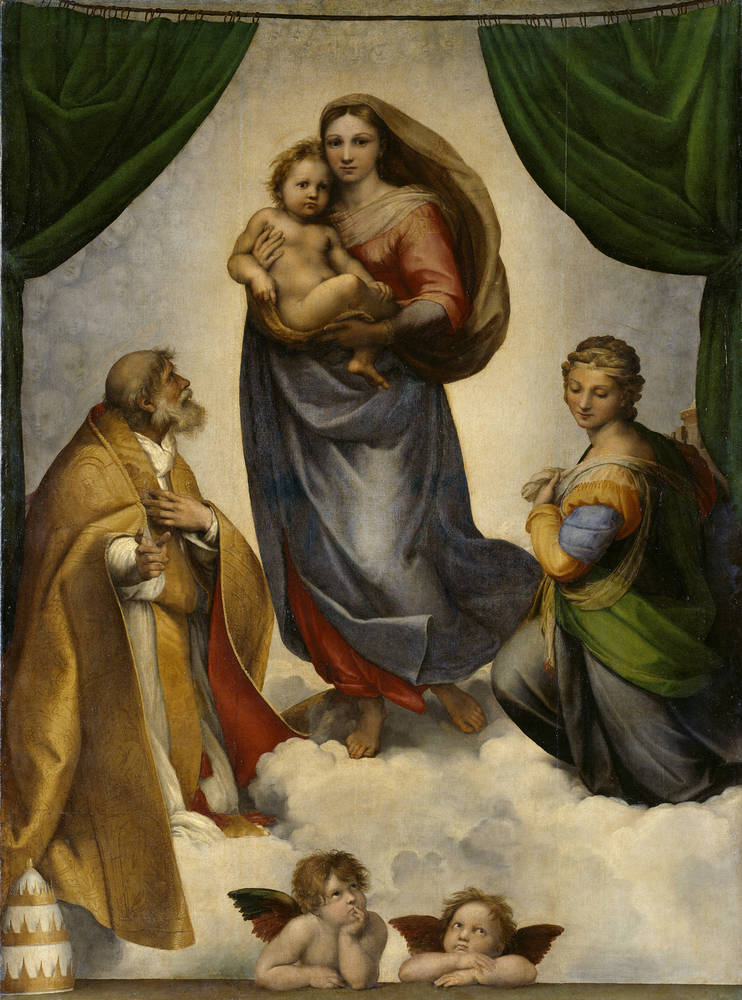
Rafaël Sixtijnse Madonna 1512/1513
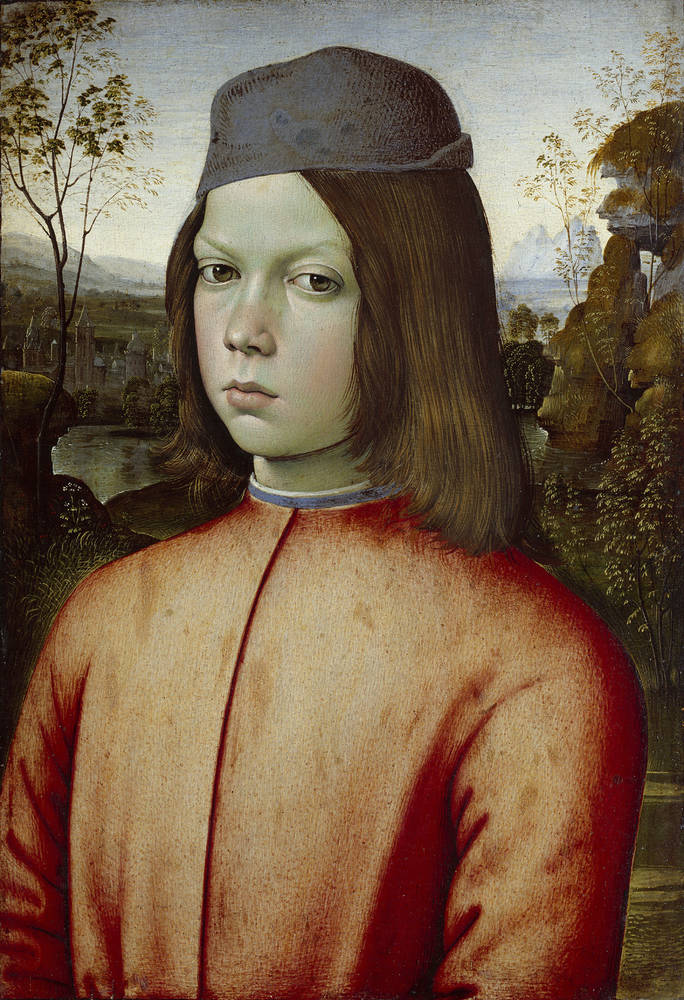
Pinturicchio Portret van een jongen
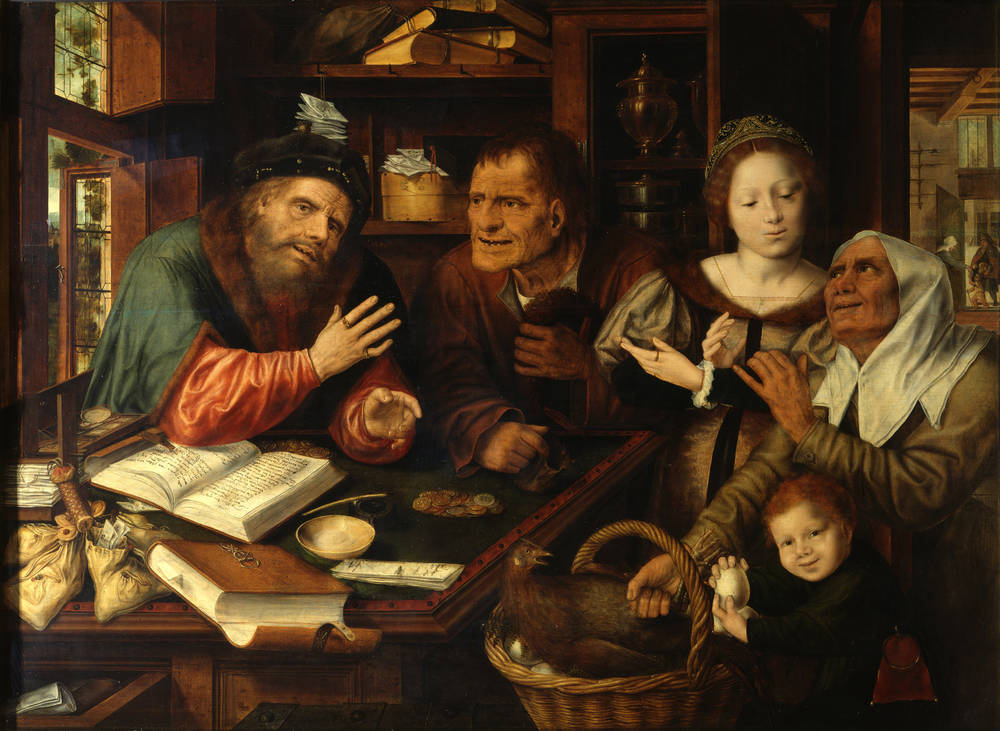
Jan Massijs Bij de belastingontvanger 1539
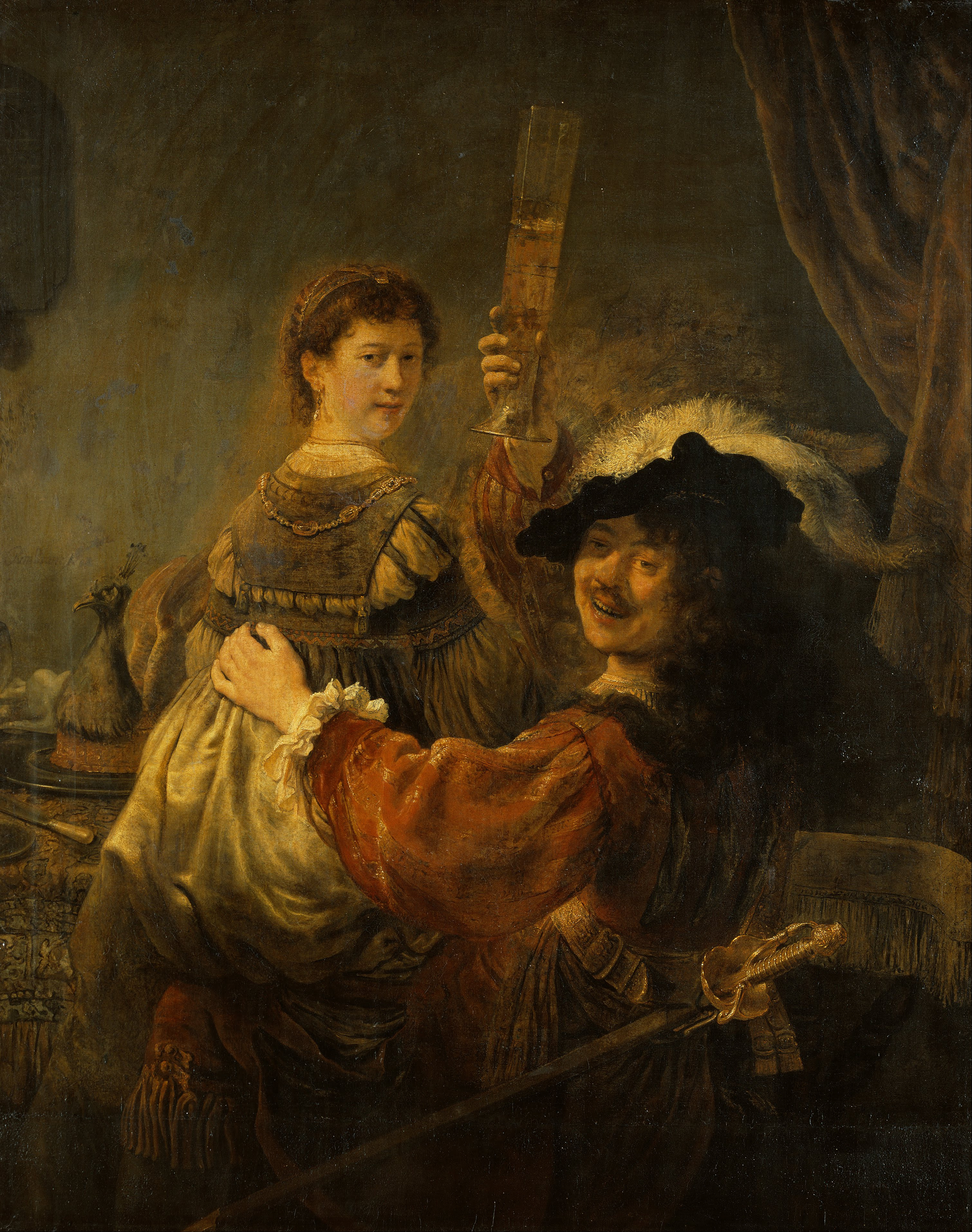
Rembrandt De verloren zoon in een herberg 1635
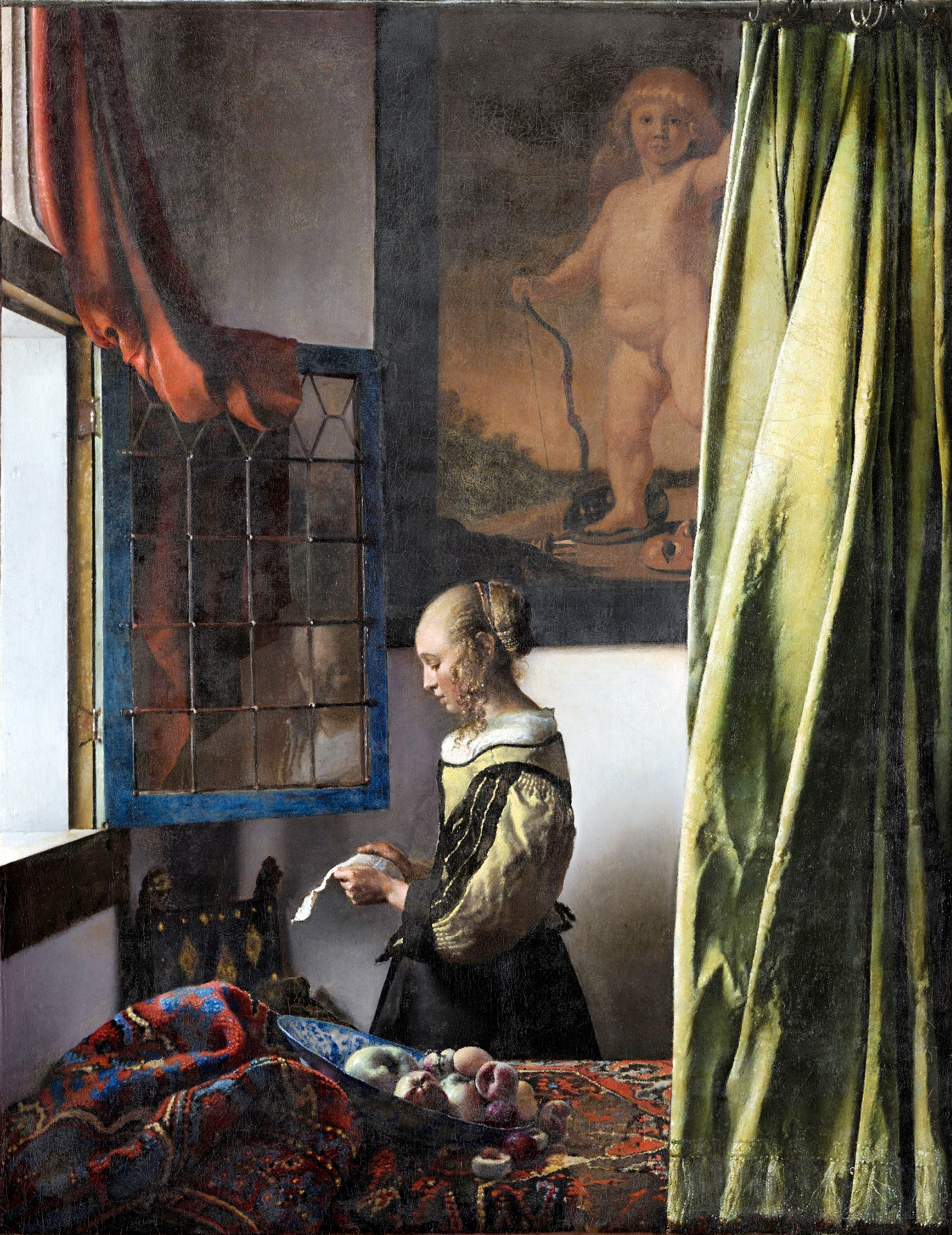
Johannes Vermeer Brieflezend meisje bij het venster c. 1659
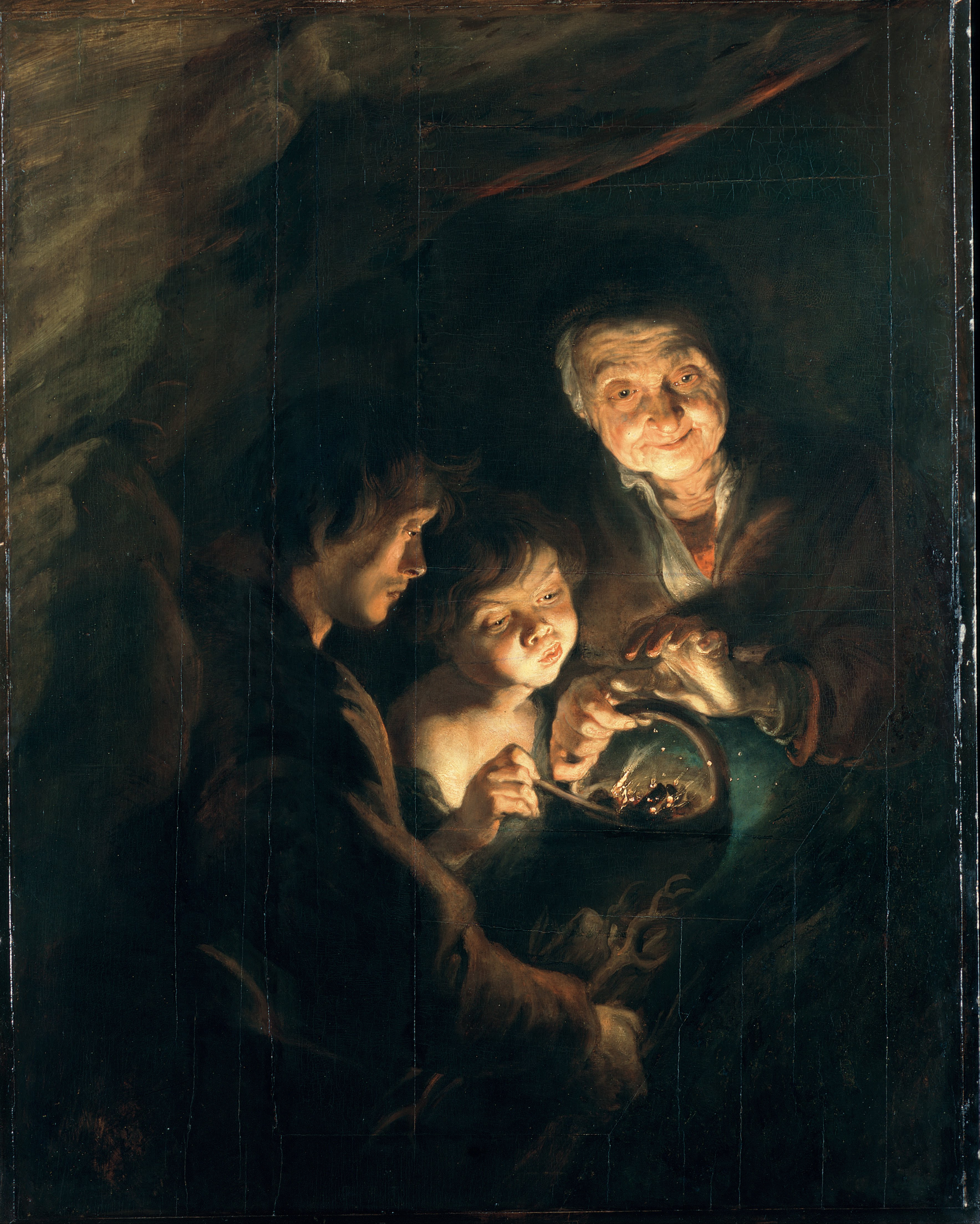
Peter Paul Rubens Oude vrouw met een mand met kolen c. 1616 - 1618
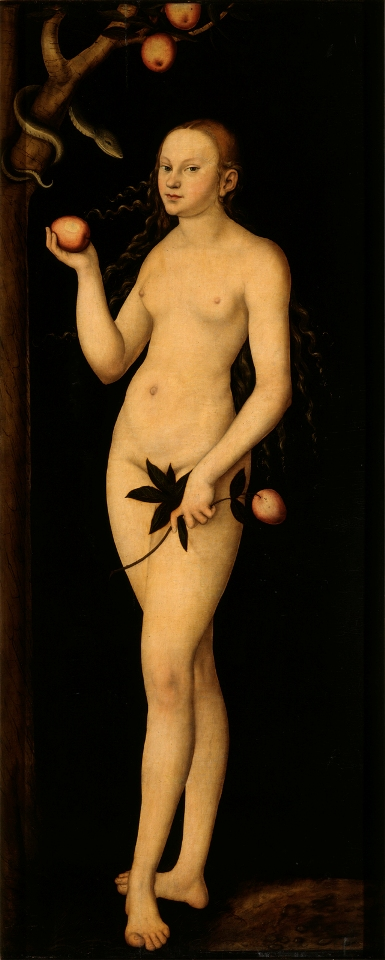
Lucas Cranach de Oude Eva 1531
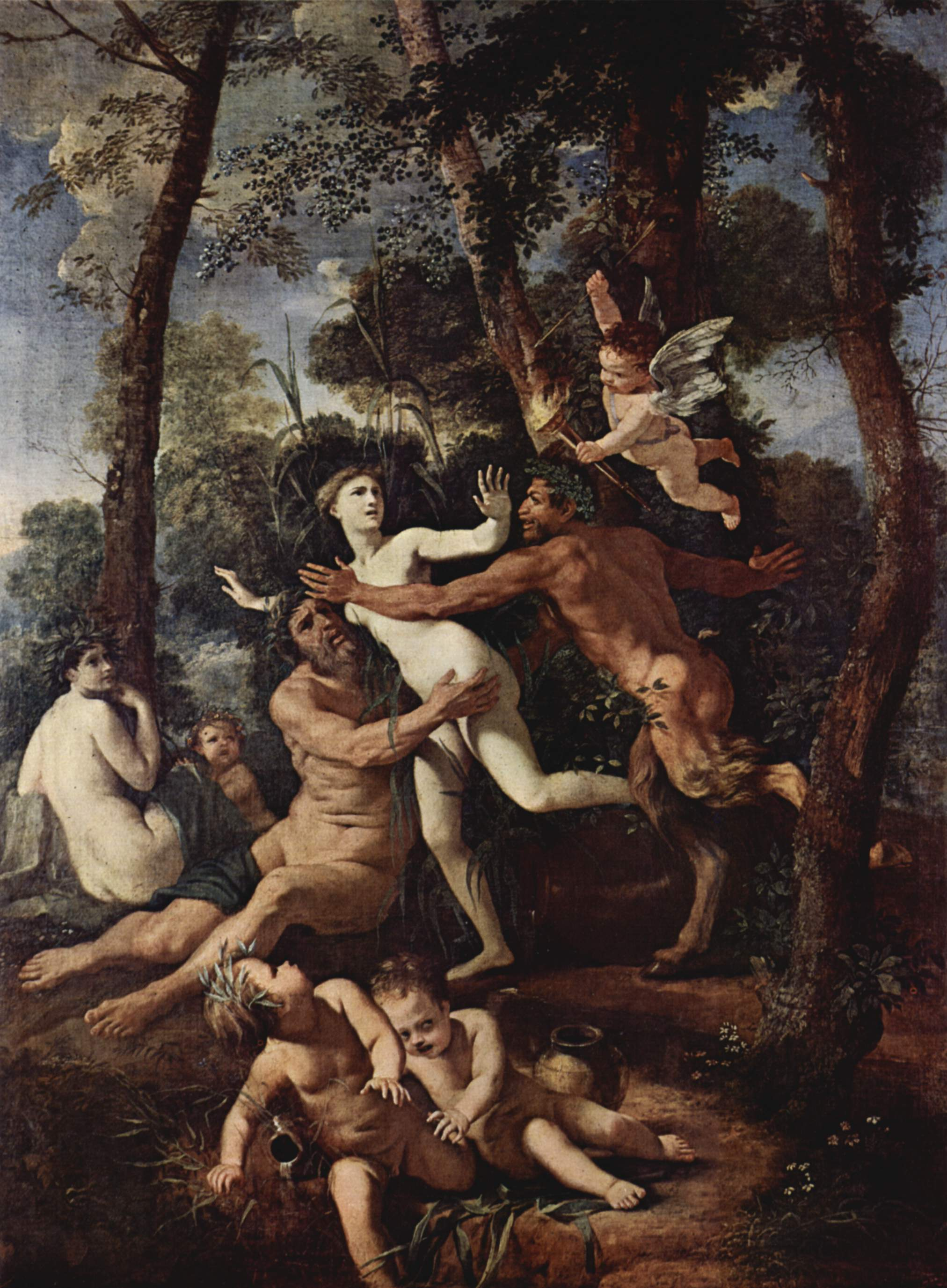
Nicolas Poussin Pan en Syrinx 1637
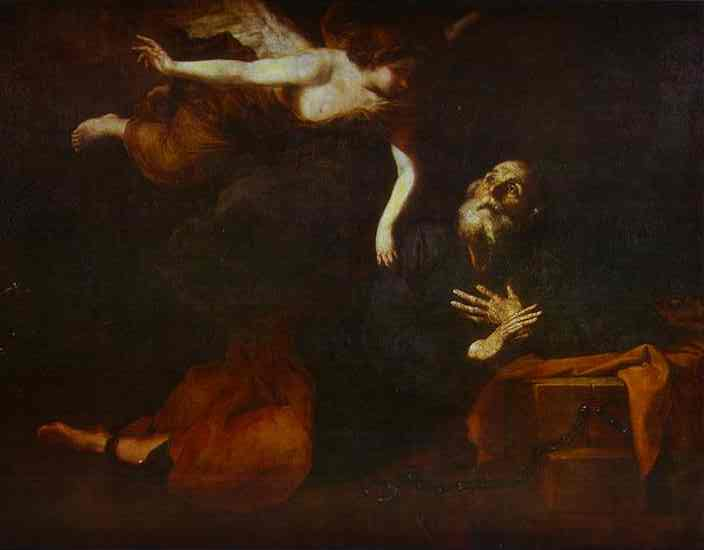
José de Ribera De bevrijding van de heilige Petrus 1642
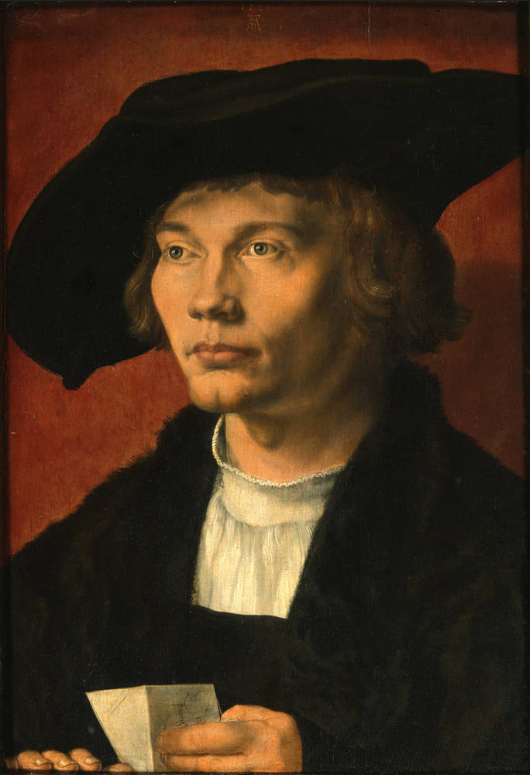
Albrecht Dürer Portret van Bernhart van Resten 1521
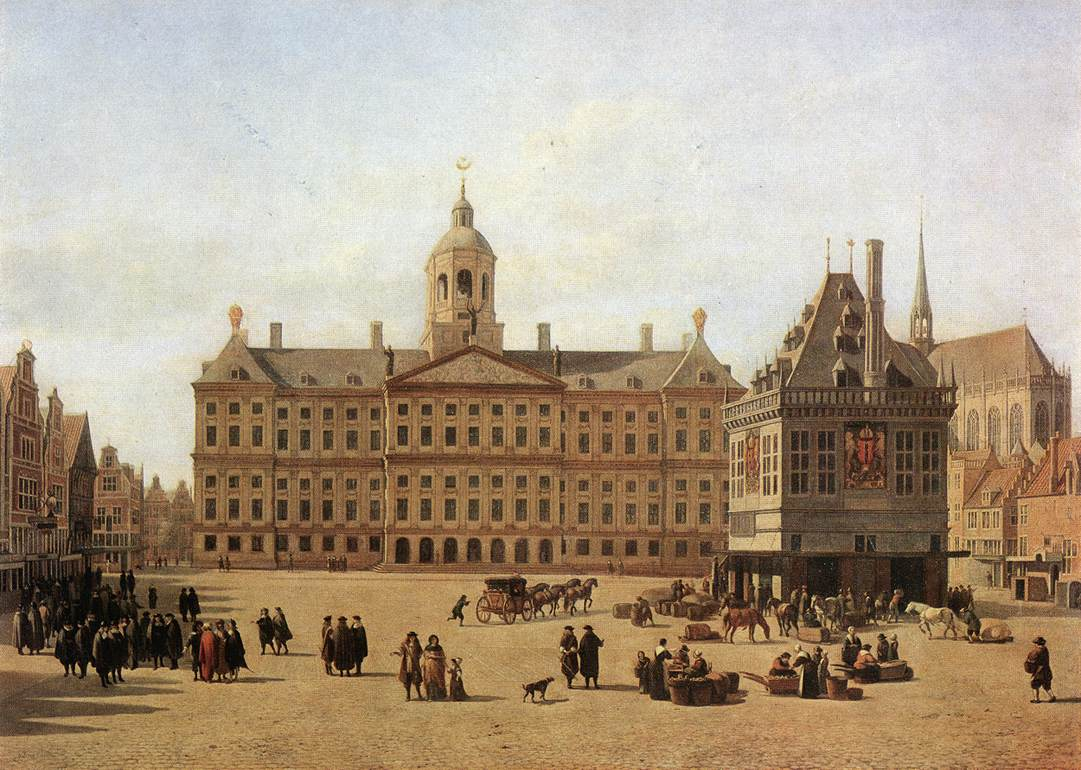
Gerrit Berckheyde De Dam in Amsterdam ca. 1670
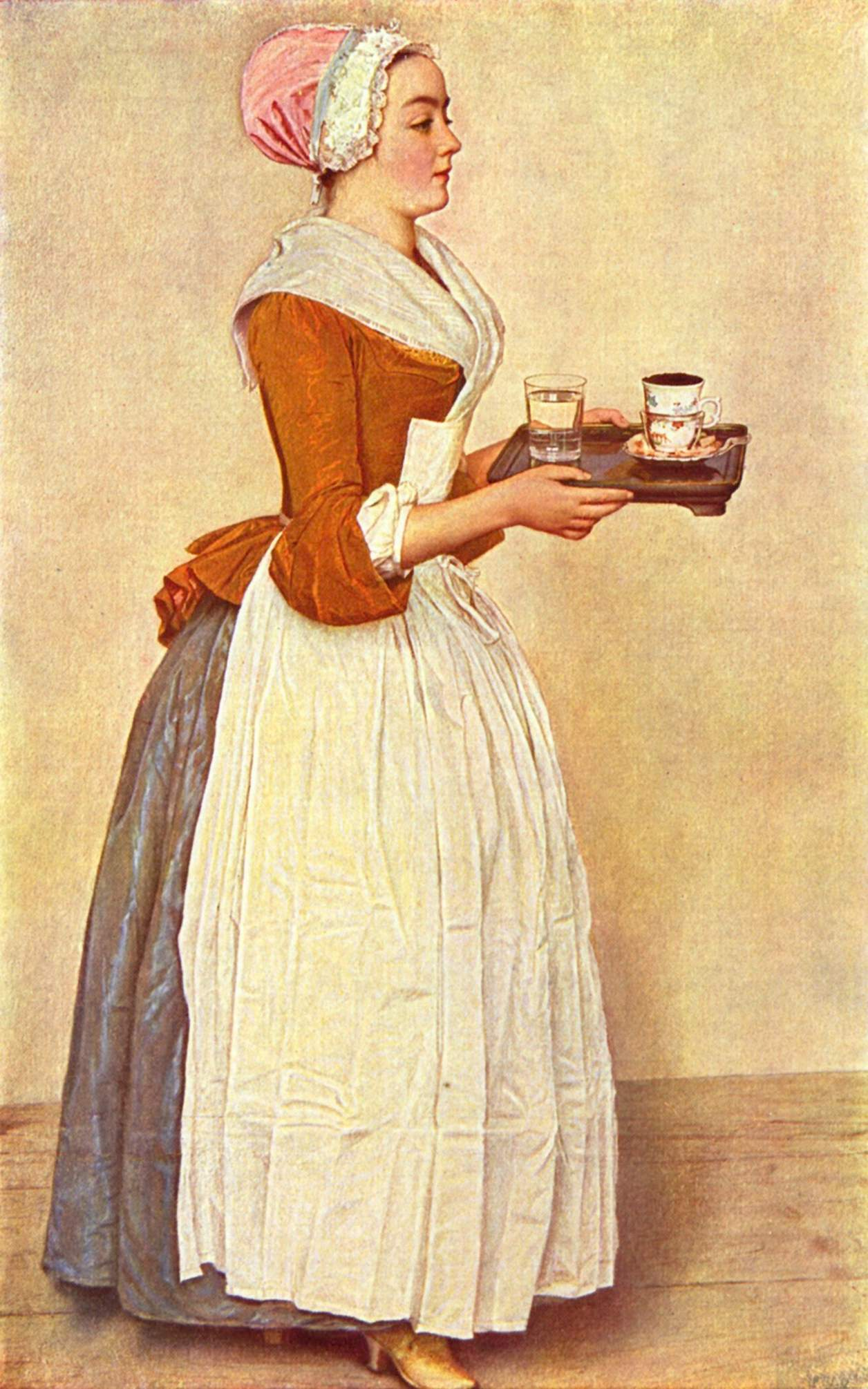
Jean-Étienne Liotard Het chocolademeisje 1744
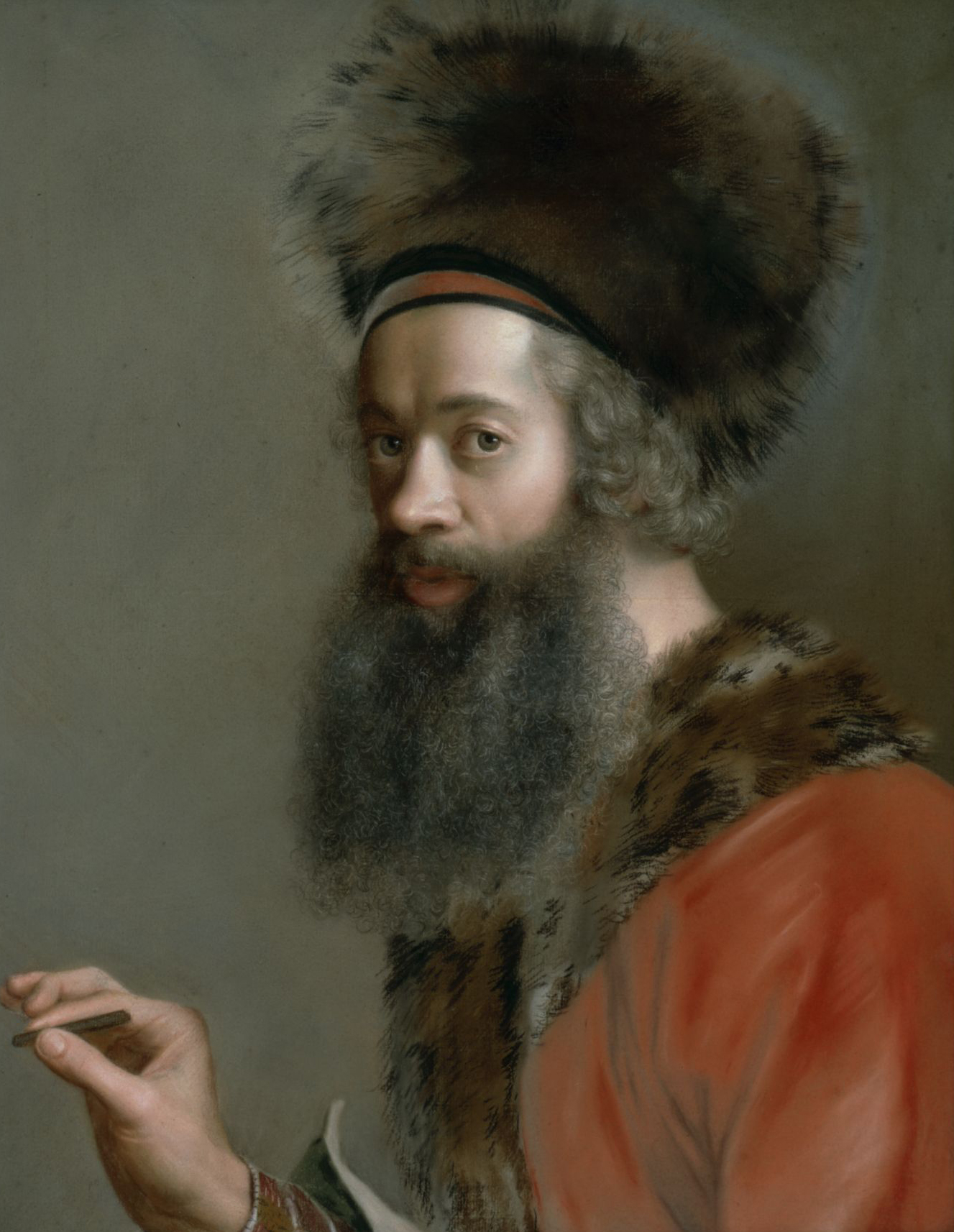
Jean-Étienne Liotard Zelfportret